# Karl-Adolf Hollidt
Karl-Adolf Hollidt (Espira, 28 de abril de 1891-Siegen, 22 de mayo de 1985) fue un militar alemán que tuvo un papel destacado en la Segunda Guerra Mundial, especialmente en el Frente Oriental. Llegó a alcanzar el rango de Generaloberst.

## Biografía
Nació en la ciudad de Espira, Renania-Palatinado. Su padre era un maestro de secundaria en una escuela local.
Ingresó en el Ejército a los 19 años. Posteriormente participó la Primera Guerra Mundial, combatiendo en el Frente Occidental contra las fuerzas de Francia y Reino Unido. Durante la contienda fue promocionado dos veces, como Oberleutnant, 1915 y como Hauptmann, 1918. Además fue condecorado con la Cruz de Hierro de segunda clase (09/09/1914) y de primera clase (18/10/1916). Más tarde fue ascendido a Major (01/02/1930) y Oberstleutnant (01/02/1933). Después fue Comandante del Batallón en el 12 ° Regimiento de Infantería en Dessau.
En 1935 sirvió como Oberst en el Estado Mayor y más tarde como jefe de Estado Mayor en el I.Armeenkorps en Königsberg. Fue nombrado como Generalmajor el 1 de abril de 1938.
Al comienzo de la Segunda Guerra Mundial sirvió como comandante de la 52.ª División de Infantería. Desde el 1 de noviembre de 1939, se desempeñó como jefe de Estado Mayor con el general Johannes Blaskowitz, Comandante en Jefe del Este (Oberbefehlshaber Ost). El 1 de abril de 1940 fue ascendido a Generalleutnant. Desde octubre de 1940 estuvo como comandante de la 50.ª división de infantería en Grecia.
Promovido al rango de General der Infanterie (Infantería General), comandó el 17.º Ejército, que iba a tomar parte en el malogrado rescate del 6.º Ejército, que se encontraba cercado en la ciudad rusa de Stalingrado. Después de la rendición del 6.º ejército, que se reconstituyó el 6 de marzo de 1943, Hollidt se hizo con el mando, creándose así el Grupo de Ejércitos Hollidt. Fue ascendido a Generaloberst el 1 de septiembre de 1943. En 1944 su ejército sufrió grandes pérdidas durante la Ofensiva del Dniéper-Cárpatos, llevada a cabo por el Ejército Rojo. Hubo 147.000 bajas y 90.000 prisioneros, de los que sobrevivieron 6.000. Muchos de ellos retornarían a Alemania tras diez años en cárceles rusas, gracias, en gran parte, a la intervención de Konrad Adenauer. Debido al fatal resultado Hollidt fue relevado de su cargo. Su sucesor al mando del 6.º Ejército fue Sigfrid Henrici.
En 1945 fue hecho prisionero por fuerzas estadounidenses. Fue juzgado por un tribunal militar de Estados Unidos en Núremberg en el Juicio del Alto Mando y declarado culpable por el asesinato de prisioneros de guerra y por la deportación y esclavización de civiles, siendo encarcelado por estos hechos en la prisión de Landsberg. Finalmente solo cumplió 14 meses de condena. Fue liberado por buena conducta el 22 de diciembre de 1949.
Falleció en Siegen a los 94 años de edad.

## Condecoraciones
- Cruz de Hierro: de segunda clase (9 de septiembre de 1914) y primera clase (18 de octubre de 1916).
- Broche de la Cruz de Hierro: de segunda clase (30 de mayo de 1940) y primera clase (7 de junio de 1940).
- Cruz de Caballero de la Cruz de Hierro.